# روث روز
روث روز (بالإنجليزية: Ruth Rose)‏ هي كاتبة سيناريو أمريكية، ولدت في 16 يناير 1896 في سومرفيل في الولايات المتحدة، وتوفيت في 8 يونيو 1978 في سانتا مونيكا في الولايات المتحدة.

## وصلات خارجية
- روث روز على موقع IMDb (الإنجليزية)
- روث روز على موقع الموسوعة البريطانية (الإنجليزية)
- روث روز على موقع ألو سيني (الفرنسية)
- روث روز على موقع أول موفي (الإنجليزية)
- روث روز على موقع قاعدة بيانات برودواي على الإنترنت (الإنجليزية)
- روث روز على موقع قاعدة بيانات الأفلام السويدية (السويدية)
- روث روز على موقع قاعدة بيانات الفيلم (الإنجليزية)
- روث روز على موقع كينوبويسك (الروسية)
- روث روز على موقع كينوبويسك (الروسية)